# Штыб
Штыб, штиб (нем. Staub − «пыль») — производный продукт от добычи каменного угля.

## Технология
Ископаемые каменные угли классифицируют по крупности. Методом грохочения разделяют на фракции. Самый мелкий, размером от 0 до 6 мм — это так называемый штыб. Штыб считается отходом угледобычи в силу того, что его размеры труднообрабатываемы для промышленного использования. Данные отходы профессионалы называют штыбами и шламами. В начале XXI века в связи с истощением запасов каменного угля обработке угольных отходов уделяется пристальное внимание.
Созданы технологии для сжигания антрацитовых штыбов в циркулирующем кипящем слое, а также технологии изготовления угольных брикетов из штыба. Это позволит обеспечить высокую конкурентоспособность и экологическую безопасность российской угольной промышленности уже в ближайшем будущем.
В городе Гуково (Ростовская область) реализуется пилотный проект по изготовлению угольных брикетов из штыба. В 1920-х годах на штыбах работала Штеровская, а затем Зуевская тепловые станции. Новочеркасская ГРЭС — единственная в настоящее время в России ГРЭС, работающая на антрацитовом штыбе.
Ещё одним способом утилизации угольных штыбов является его дальнейшая переработка в водоугольное топливо, для которого штыб является идеальным сырьём, поскольку позволяет исключить из линии приготовления стадию дробления угля. Полученное водоугольное топливо в дальнейшем может быть использовано как топливо для газомазутных и угольных котельных, а также ТЭЦ.